# ساعد الفرس
بتا پگاسوس یک ستاره است که در صورت فلکی اسب بالدار قرار دارد.